# Bistum Hualien
Das Bistum Hualien (chinesisch 天主教花蓮教區, lateinisch Dioecesis Hvalienensis) ist ein in der Republik China (Taiwan) gelegenes Bistum der römisch-katholischen Kirche mit Sitz in Hualien. Es umfasst den östlichen Teil von Taiwan und besteht im Wesentlichen aus den Landkreisen Hualien und Taitung.

## Geschichte
Papst Pius XII. gründete die Apostolische Präfektur Hwalien mit der Apostolischen Konstitution Ad Regnum Christi  am 7. August 1952 aus Gebietsabtretungen des Bistums Kaohsiung und der Apostolischen Präfektur Taipeh.
Am 1. März 1963 wurde sie mit der Apostolischen Konstitution Apostolica praefectura zum Bistum erhoben und wurde dem Erzbistum Taipeh als Suffragandiözese unterstellt.

## Ordinarien

### Apostolischer Administratorvon Hualien
- André-Jean Vérineux M.E.P. (7. August 1952 – 25. Juli 1973)

### Bischöfe von Hualien
- Matthew Kia Yen-wen (14. Dezember 1974 – 15. November 1978, dann Erzbischof von Taipeh)
- Paul Shan Kuo-hsi SJ (15. November 1979 – 4. März 1991, dann Bischof von Kaohsiung)
- Andrew Tsien Chih-ch’un (23. Januar 1992 – 19. November 2001)
- Philip Huang Chao-ming (seit dem 19. November 2001)